# Quatuor Élyséen
Ne pas confondre avec Quatuor Élysée
Le quatuor Élyséen est un quatuor avec piano fondé en 1967.

## Histoire
Le quatuor est fondé en 1967 sous la direction de Joseph Calvet, violoniste et professeur de musique de chambre au Conservatoire national supérieur de musique et de danse de Paris. À l'issue d'études dans cet établissement, couronnées par douze Premiers Prix et cinq Grands Prix internationaux, quatre jeunes artistes se réunissent pour constituer le quatuor Élyséen. Soutenu par René Nicoly, le président des Jeunesses Musicales de France, le Quatuor Elyséen prend rapidement place parmi les ensembles de musique de chambre reconnus. En 1970 il obtient le Premier Prix au Concours International de Musique de Chambre à Colmar puis participe au cours de la décennie à divers festivals d'été, se produisant à la radio et à la télévision.
Au début des années 1970, ce quatuor féminin représente une curiosité. À une époque où le monde de la musique n'est pas tendre avec les femmes, elles incarnent la nouveauté, la jeunesse et la liberté. Elles voyagent et découvrent une vie radicalement différente de la génération précédente. C'est la joie, la bonne humeur mais aussi la rigueur dans le travail qui caractérise cette période. Les tournées les emmènent dans plus de quarante pays différents, en Europe, en Amérique, en Scandinavie et au Moyen-Orient.
Jusqu'en 1976, de nombreuses musiciennes se succèdent au poste de violoncelliste. L'arrivée de Claire Giardelli permet à la formation de trouver enfin de la stabilité. Pourtant, en mai 1978, à la suite de dissensions internes, Odile Poisson décide de quitter le quatuor. Elle est remplacée par Danièle Bellik.
Au début des années 1980, les musiciennes continuent de se produire sur les plus grandes scènes parisiennes. Malgré une tournée en Chine en 1989, peu à peu, les concerts à l'étranger se font plus rares, les membres du quatuor se consacrant davantage à leurs carrières respectives et à l'enseignement. Dans les années 90, les concerts se déroulent essentiellement en France, à Paris ou en province.
Le Quatuor Elyséen a cessé ses activités après un dernier concert le 2 décembre 1998 à l'Auditorium Saint Germain. Par la suite, Anne-Claude Villars et Simone Feyrabend ont continué de jouer régulièrement ensemble au sein de l'Orchestre de Chambre de Versailles ou dans diverses formations de musique de chambre.

### Répertoire
Interprète d'un vaste répertoire, essentiellement classique et romantique, le Quatuor Élyséen a contribué aussi à la résurrection de partitions méconnues (comme le quintette de Furtwängler ou le quatuor en mi majeur de Saint-Saëns). Il a également suscité la création d'œuvres nouvelles qui lui ont été spécialement dédiées. La qualité de ses interprétations lui a valu partout des critiques élogieuses, aussi bien en France qu'à l'étranger. Le disque de Martinu a reçu le diapason d'or de l'année 1979. En 1982, Télérama a qualifié de « chef-d'œuvre » la sortie du disque d'Ernest Chausson tandis que celle du disque d'Alexis de Castillon en 1984 a été saluée par Marc Vignal dans le journal Le Monde.

### Évolution de la formation
La formation initiale du quatuor rassemblait Anne-Claude Villars (violon), Simone Feyrabend (alto), Herre-Jan Stegenga (violoncelle) et Odile Poisson (piano). Très rapidement, l'ensemble est devenu 100% féminin, avec au violoncelle, Martine Bailly, puis Andrée Marquet, Annick Gautier, Sumiko Kurata, Alexandra Gutu, Susan Moses et Thérèse Pollet. Le Quatuor acquiert sa forme définitive avec l'arrivée en 1976 de Claire Giardelli au violoncelle puis celle de Danièle Bellik au piano en 1978.

## Discographie

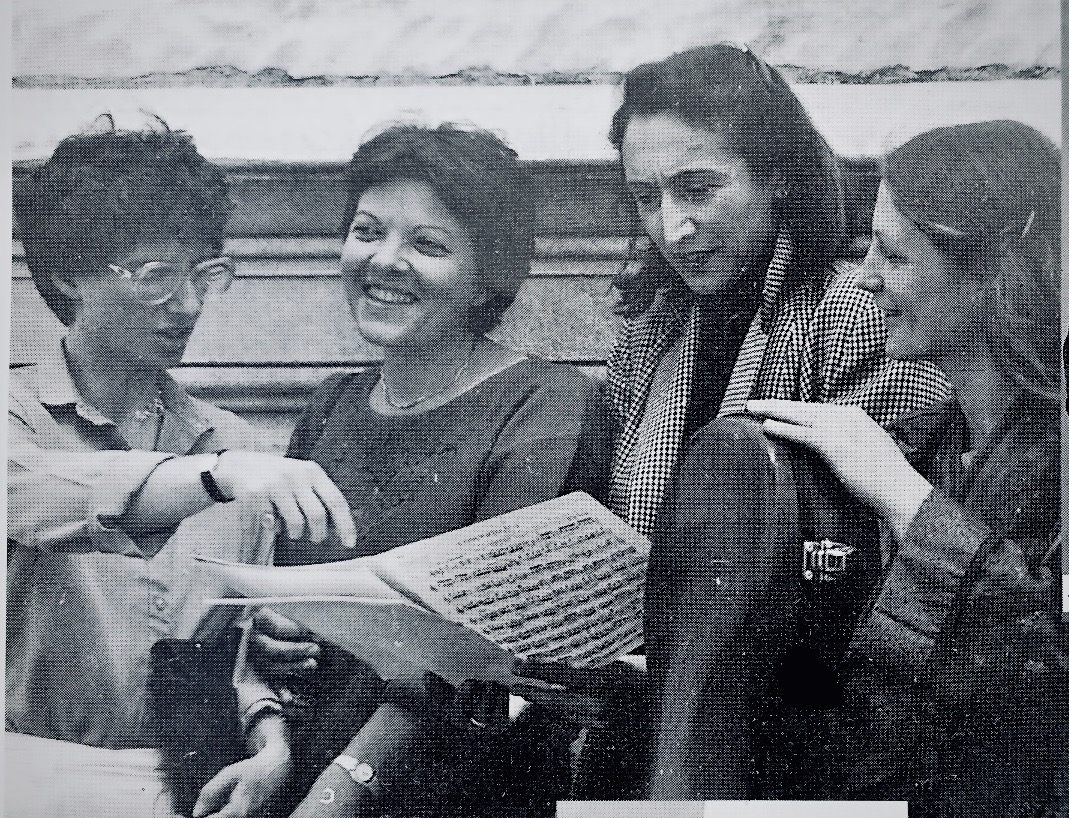
Le Quatuor Élyséen dans les années 1980 : Anne-Claude Villars, Danièle Bellik, Simone Feyrabend, Claire Giardelli.

Le Quatuor Élyséen a enregistré pour le label allemand Da Camera et en France chez Arion.
- Franz Schubert, Quatuor avec piano en fa, D 487 (printemps 1972, Da Camera SM 91020)[17]
- Max Reger, Musique de chambre, vol. 19 : Quatuors avec piano, op. 113 et 133 (été 1972, Da Camera DaCa 77519) (OCLC 28931221)
- Gustav Mahler, Quatuor avec piano, mouvement en la mineur (printemps 1976, Da Camera SM 92733)
- Félix Mendelssohn, Quatuors avec piano no 1, op. 1 en ut mineur ; no 2, op. 2 en fa mineur (1977, Arion ARN 38 387 / ARN 31 957 / ARN 268797) (OCLC 937503529)[18]
- Bohuslav Martinů, Quatuor avec piano (1979, Da Camera SM 92417) (OCLC 474085758)
- Wilhelm Furtwängler, Quintette pour piano et cordes avec Catherine Giardelli (1979, Da Camera SM 92814/15) (OCLC 313638752)
- Ernest Chausson, Quatuor avec piano en la majeur, opus 30 (1981, Arion ARN 38652)[19] (OCLC 1127051785)
- Alexis de Castillon, Quatuor pour piano et Premier Trio pour piano, violon, violoncelle (1983, Arion ARN 68168)[20]
- Johannes Brahms, intégrale des quatuors pour piano et cordes (1990, Arion)[21]
- Camille Saint-Saëns, Quatuors pour piano en mi majeur et en si bémol majeur, op. 41 (avril 1993, Arion ARN 68242)[22] (OCLC 1058053258)